# 사법 (법률)
사법(私法, 영어: private law)은 개인 간의 관계를 규율 하는 법으로, 국가 등의 공권력과 개인의 관계를 규율 하는 법인 공법(公法)과 대비된다. 민법, 상법 등이 대표적인 사법의 예이다. 시민법(市民法)으로 불리기도 한다. 사법 관계에 있어서의 권리를 사권(私權, private right)이라고 한다. 참고로, 법적 분쟁에서 법을 해석, 판단하여 적용함으로써 법질서를 유지하는 국가작용의 한 갈래 또는 그러한 국가작용을 행하는 주체인 사법(司法, judiciary)과는 발음이 다르다.

## 종류
- 민법
- 상법
- 국제사법

## 같이 보기
- 공법